# Raisonnement par disjonction de cas
 (mai 2021).
Si vous disposez d'ouvrages ou d'articles de référence ou si vous connaissez des sites web de qualité traitant du thème abordé ici, merci de compléter l'article en donnant les références utiles à sa vérifiabilité et en les liant à la section « Notes et références ».
 (mai 2021).
Le raisonnement par disjonction de cas est une forme de preuve directe qui consiste à décomposer la proposition que l'on cherche à démontrer en un nombre fini de cas (sous-propositions) vérifiés indépendamment.

## Exemple
Proposition : Pour tout {\displaystyle n\in \mathbb {N} }, {\displaystyle {\dfrac {n(n+1)}{2}}} est un entier.
Démonstration : on peut séparer deux cas, {\displaystyle n} est pair et {\displaystyle n} est impair :
- Si {\displaystyle n} est pair alors {\displaystyle n=2k} avec {\displaystyle k\in \mathbb {N} } et alors {\displaystyle {\dfrac {n(n+1)}{2}}={\dfrac {2k(2k+1)}{2}}=k(2k+1)} ce qui est entier.
- Si {\displaystyle n} est impair, alors {\displaystyle n=2k+1} avec {\displaystyle k\in \mathbb {N} } et alors {\displaystyle {\dfrac {n(n+1)}{2}}={\dfrac {(2k+1)(2k+2)}{2}}={\dfrac {2(k+1)(2k+1)}{2}}=(k+1)(2k+1)} ce qui est aussi entier.

Ainsi dans les deux cas {\displaystyle {\dfrac {n(n+1)}{2}}} est entier, donc c'est vrai pour tout {\displaystyle n\in \mathbb {N} }.